# Regió de l'Extrem Nord (Camerun)
Regió de l'Extrem Nord  és una de les deu regions de la República de Camerun. La seva capital és la ciutat de Maroua.

## Departaments
Aquesta regió posseeix una subdivisió interna composta pels següents departaments:
1. Diamaré
2. Mayo-Kani
3. Logone-et-Chari
4. Mayo-Danay
5. Mayo-Sava
6. Mayo-Tsanaga

## Territori i població
La regió de l'Extrem Nord té una superfície de 34.263 km². Dins de la mateixa resideix una població composta per 3,111,792 persones (xifres del cens de l'any 2005). La densitat poblacional dins d'aquesta província és de 92 habitants per km².